# Torta all'ananas
La torta all'ananas (in taiwanese, ㄈㄥˋ ㄌㄧˊ ㄙㄨ, traslitterato ông-lâi-so͘, in cinese 鳳梨 酥S, fènglí sūP) è un dolce tradizionale taiwanese a base di burro, farina, uova, zucchero e ananas a fette o in confettura.

## Storia
L'ananas era alla base dell'economia di Taiwan durante il periodo coloniale giapponese (1895 - 1945). In questa epoca, gli industriali nipponici importarono in Taiwan una grande varietà di cultivar di ananas e aprirono numerosi impianti di lavorazione. Alla fine degli anni trenta, Taiwan era divenuta il terzo esportatore di ananas nel mondo. Tuttavia, quando l'economia interna dell'isola iniziò a incentrarsi sulla vendita di ananas freschi prodotti domesticamente, le panetterie locali iniziarono a guarnire i loro dolci con questi frutti.
Sebbene la torta all'ananas fosse un alimento di origini storiche consumato durante le cerimonie, la promozione governativa del dolce e il fenomeno della globalizzazione durante il Novecento contribuirono a diffondere la sua notorietà. I dolci all'ananas sono oggi fra i souvenir più venduti a Taiwan. Dal 2005, il governo della città di Taipei tiene un festival culturale annuale per promuovere la crescita dell'industria turistica locale e le vendite della torte all'ananas. Nel 2013, le entrate delle panetterie di torte all'ananas di Taiwan ammontavano a 1,2 miliardi di dollari statunitensi e le vendite di questi dolci alla frutta rafforzarono le economie agricole nelle zone rurali del paese.

## Simbolismo

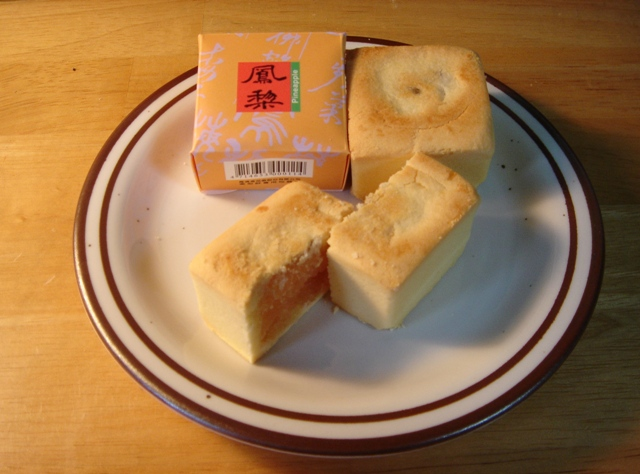
Torte all'ananas

In lingua taiwanese la parola "ananas" (王 梨; ông-lâi) suona simile a una frase che significa "sorgere, prosperare e fiorire" (旺 來; ōng-lâi). Questa frase comunica il desiderio di veder nascere molti figli in una famiglia. Di conseguenza, le torte di ananas vengono spesso donate come regali di fidanzamento o in segno di augurio in un contesto quotidiano.

## Varietà
Le pasticcerie specializzate nella vendita di questo dolce hanno inventato diverse variazioni della tipica torta all'ananas. In esse, il ripieno può contenere tuorli d'uovo o frutti secchi come i mirtilli o le fragole. Le panetterie possono anche aggiungere della polpa di melone invernale oltre alla marmellata di ananas: una pratica originariamente praticata per rendere più appetibile l'ananas. Tuttavia, nelle panetterie contemporanee, l'aggiunta di melone invernale nel ripieno viene a volte considerata un indice di bassa qualità del prodotto. L'annuale festival dedicato al dolce all'ananas lancia spesso un concorso in cui varie panetterie competono fra loro per creare torte all'ananas contenenti prodotti insoliti come, ad esempio, riso o tè taiwanese.